# Левандовка

Многоэтажная и частная малоэтажная застройка на Левандовке

Левандо́вка — местность в Железнодорожном районе Львова (Украина). Левандовка отделена от других районов города железнодорожными магистралями. Внутри Левандовки расположен посёлок Жовтневый, название которого в 1970-х и 1980-х годах переносилось на всю Левандовку

## История
Существуют две версии происхождения названия «Левандовка»: в XVIII веке здесь размещалось имение госпожи Леонтовской (от её фамилии предполагают и пошло название будущего микрорайона), вокруг которого впоследствии выросло село, главной улицей которого была современная Повитряная (то есть Воздушная). В XVIII веке здесь была основана немецкая колония Löwendorf (Льовендорф, «село львов»). Это название впоследствии в народном языке трансформировалось в «Левандовка». Существует и другая версия, по которой это поселение называлось также «Кустаривка». Название произошло от слова «кустарь», то есть ремесленник — от немецкого «Künstler» (художник). В частности, уроженец Левандовки известный футболист Александр Скоцень называл её так в своих воспоминаниях «С футболом в мир».
В 1861 году вдоль нынешней улицы Широкой был проложен канал от главного железнодорожного вокзала им. Карла Людвига до Белогорского ручья. Канал разделял Левандовку на Верхнюю (северную) и Нижнюю (южную).
В восточной части Левандовки, на Яновской Оболони, в 1912 году был создан первый львовский аэродром. Во времена Первой мировой войны на этом аэродроме размещался 4-й цесарско-королевский авиационный парк. А в 1914—1915 годах здесь базировались российские бомбардировщики «Илья Муромец» — тогда крупнейшие самолёты в мире, созданные авиаконструктором Игорем Сикорским. Во время Польско-украинской войны аэродром стал основным местом дислокации польских воздушных сил. Через левандовский аэродром пролегла в 1918 году одна из первых в Европе рейсовых пассажирско-почтовых авиалиний «Вена — Краков — Львов — Киев». В 1927 году аэропорт стал тесен для новых больших самолётов и его перенесли на Скниловок.
До постройки моста, связавшего местность с ул. Городоцкой, была связана с городом через улицу Шевченко (в ту пору — Яновскую) и Левандовскую (в ту пору — Яновскую-боковую). Существовавший здесь Левандовский аэропорт оставил след в названиях улиц: Повитряная (то есть Воздушная), Моторная, Пропеллерная, Пилотов, Планерная, Ангарная. В 1950—1980 годы местность активно застраивалась, сначала бараками, затем многоэтажными жилыми домами массовых серий, в особенности на средства и для сотрудников Львовской железной дороги. Другие крупные предприятия, построенные здесь в советское время — керамический завод и завод железобетонных конструкций. Застройка многоэтажками продолжалась в меньшем объёме и в последующее время. В то же время на Левандовке сохранились значительные площади одно- и двухэтажной частной застройки (Жовтнёвый посёлок), в том числе деревянные дома и даже действующие водоколонки. В микрорайоне в советское время был разбит Жовтневый парк (ныне — Левандовский парк).
С 1976 года до начала 1990-х годов вся Левандовка официально имела название Жовтневый.

## Основные улицы
- Сяйво (название с 1963 года; до 1928 года часть улицы называлась, с 1928 — Мейская (Городская), при немецкой оккупации — Вестринг ІІ; другая часть улицы с 1930 года — Белогорская боковая, с 1938 — Кулаковского, в 1950—1981 годах — Кленовая),
- Широкая (1926—1933 Шевченко, 1933—1938 — Широкая, 1938−1948 — Голубой армии),
- Левандовская (с 1993 года, прежде — с 1930 — Яновская боковая, с 1936 — Идзиковского, при немецкой оккупации — Вестринг, с 1950 — Индустриальная, в 1975—1993 — Новороссийская),
- Повитряная (название с 1933 года, прежде — с 1922 года — ул. 3-го Мая), в документах исполкома львовского горсовета (1953) — улица Льотнича
- Субботовская (с 1956 года).

## Другие улицы

Церковь Покровы (УПЦ КП) на перекрёстке ул. Сяйво, Широкой и Левандовской

Церковь Воскресения (УГКЦ) на ул. Широкой

- Ангарная (с 1936 года, прежде — с 1931 Барская).
- Блажкевич (с 1993 года, прежде — с 1957 Прокатная).
- Выгода (с 1933 года).
- Гаевая (с 1934 года).
- Гнездовского (с 1993 года в честь американского художника Якова Гнездовского, прежде — с 1977 Жданова, с 1988 — Левандовская).
- Дидушка (с 1993 года, прежде — с 1925 Замкненая, с 1936 — Комиссарская).
- Доробок (с 1933 года, прежде, с 1924 — Пястов).
- Загородняя (с 1946 года, прежде — с 1922 — Потоцкого, с 1933 — Загорода).
- Каганца (с 1992 года, прежде — с 1923 Полевая, с 1932-го — Жвирки, при немецкой оккупации — Шашкевичгассе, с 1946 — Нестерова).
- Калнышевского (с 1992 года, прежде — с 1950 часть улицы Низинной, с 1958 — Хабаровская).
- Кондратюка (с 1963 года, прежде — 1925 Косцюшка боковая, с 1933 — Фольварочная, с 1946 — Дворовая).
- Косинского (с 1956 года).
- Круговая (с 1957 года).
- Кузневича (с 1993 года, прежде — с 1917 Мейская (Городская), с 1936 — Новаковского, при немецкой оккупации — Ярослав Мудригассе, с 1946 года — 8 Марта).
- Ловецкая (с 1936 года, прежде — с 1931 Бема).
- Мациевича (с 1991, прежде — с 1925 — Чарнецкого, с 1933 — Стеца, с 1946-го — Алелюхина).
- Мирная (с конца 1940-х, до 1931-го - Конопницкой) .
- Моторная (с 1936 года, прежде — с 1927 Любельская, с 1933-го — Спулдзельчая (Кооперативная)).
- Мундяк (с 1993 года, прежде — с 1957 — Новосёлов и Трикотажная).
- На Четвертях (с 1933 года, прежде — с 1923 Затишье).
- Невеликая (с 1950 года, прежде — с 1931 Гетманская, с 1936 — Подкоморская).
- Немировская (с 1950 года, прежде — с 1928 Блонная (Луговая)).
- Нечая (с 1956 года).
- Низинная (с 1950 года, прежде — с 1929 Шевченко боковая, с 1930 — Новая, я 1931 — Багнистая).
- Олесницкого (с 1992, прежние названия — в 1916—1926 Варшавская, с 1933 Капитана Бастыра, во время оккупации — Кохановскигассе, с 1946 — Багрицкого) .
- Олешковская (с 1993 года, прежде — с 1925 Каштелянская, с 1936 — Старостинская, с 1944 — Громадянская).
- Орельская (с 1993 года, прежде — с 1924 Гловацкого, с 1936 — Воеводская, с 1945 — Районная).
- Пилотов (с 1936 года, прежде — с 1928 Замойского).
- Планерная (с 1936 года, прежде — с 1928 Шевченко боковая).
- Площадь Фабричная (с 1929 года) .
- Подлесная (с 1933, прежде, с 1931 — Рея).
- Потебни (с 1956 года).
- Пропеллерная (с 1933 года, до 1924 — Словацкого).
- Роксоланы (с 1992, прежде — с 1957 Новозаводская, с 1974 — Горелова).
- Рудненская (с 1992 года, прежде — с 1874 Белогорская дорога, с 1916 — Белогорская улица, с 1925 — ул. Костюшко, с 1944 — вновь Белогорская).
- Самарская (с 1993 года, прежде — Районная боковая).
- Сирко (с 1956 года).
- Скромная (с 1933, в 1923—1933 Сенаторская).
- Сластиона (с 1993 года, прежде — с 1958 Низинная боковая).
- Темницких (с 1993 года, прежде — с 1924 Пястов, с 1933 частьулицы Доробок).
- Тесная (с 1933 року, в 1928—1933 — Собеского).
- Чагарниковая (с 1946 года, прежде — с 1871 Загайник, с 1925 — Лесная).
- Чечета (с 1993 года, прежде — Коллонтая, с 1932-го — Вигуры, с 1946 — Молодчого, в 1957—1993-х — Леваневского).
- Чижевского (с 1993 года, прежде — с 1928 Сенкевича, с 1933 Связная, в 1950—1993 — Профсоюзная).

## Главные промышленные предприятия
- Львовский керамический завод
- Завод железобетонных конструкций Львовской железной дороги
- Львовский городской молокозавод
- Львовский хладокомбинат.

## Церкви
- Храм Вознесения Господнего, Украинская грекокатолическая церковь, построен в 1993—2001 годах на средства прихожан, строительных организаций и Львовской железной дороги.
- Храм Святых Андрея и Иосафата, Украинская грекокатолическая церковь, построен в 1920-х годах.
- Церковь Покровы Пресвятой Богородицы, Православная церковь Украины, построена в 1991—1996 годах при поддержке Львовской железной дороги. Прежде, до 1960 года здесь находился католический костёл Матери Божией Неустанной Помощи.
- Церковь Святого Духа, Православная церковь Украины, построена в 1999 году.

## Разное
«Левандовка» — название одной из песен Гарика Кричевского, исполнителя в стиле русского шансона, львовянина.